# Municipio de Enfield (Carolina del Norte)
El municipio de Enfield (en inglés: Enfield Township ) es un municipio ubicado en el  condado de Halifax en el estado estadounidense de Carolina del Norte. En el año 2010 tenía una población de 5.842 habitantes.

## Geografía
El municipio de Enfield se encuentra ubicado en las coordenadas 36°10′54.55″N 77°40′2.91″O / 36.1818194, -77.6674750.